# Irena Kąkol

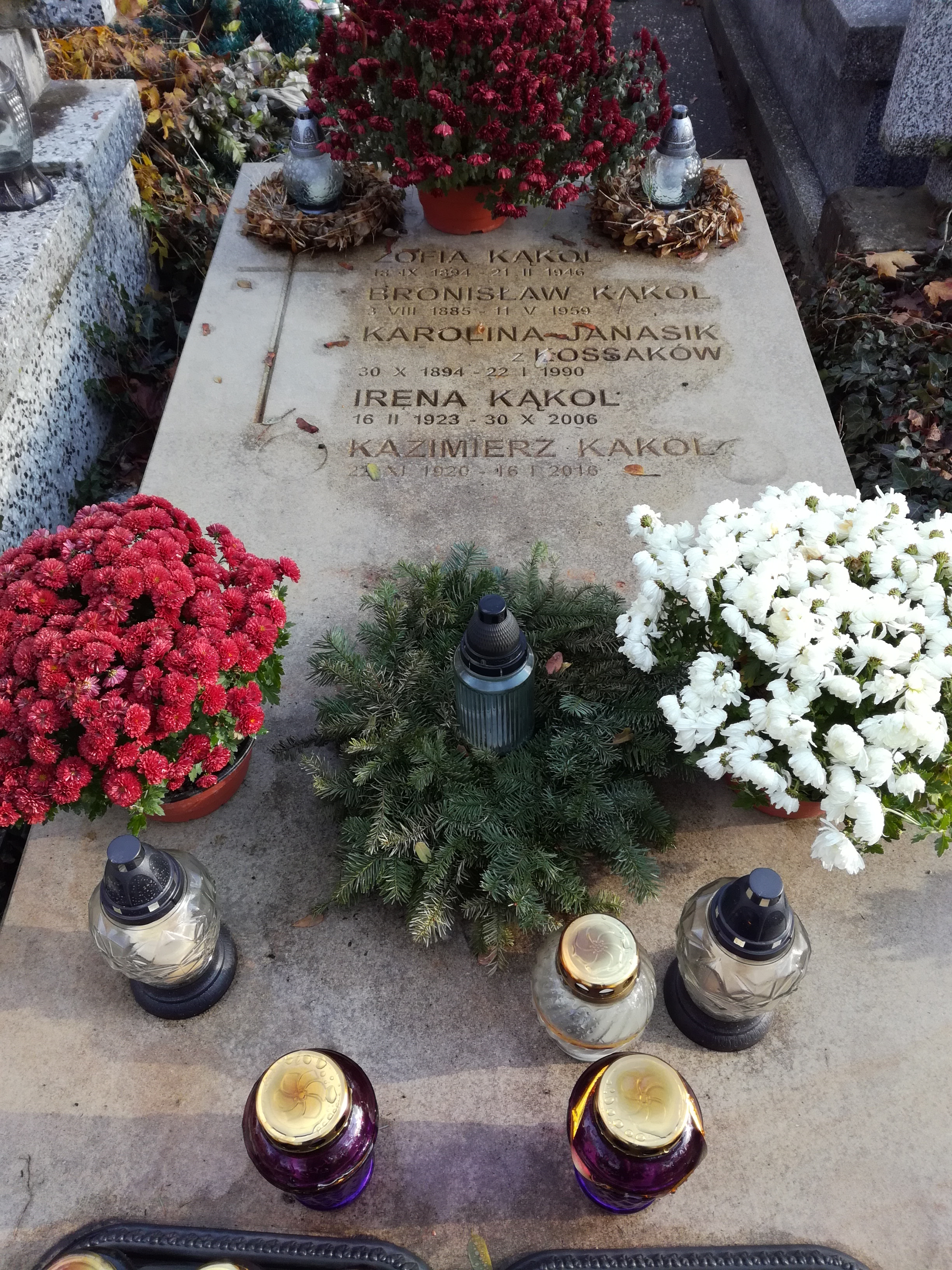
Grób na cmentarzu Bródnowskim

Irena Kąkol ps. Magda, Magdalena (ur. 16 lutego 1923 w Warszawie, zm. 30 października 2006) – powstaniec warszawski, wieloletnia spikerka Polskiego Radia.

## Życiorys
Absolwentka psychologii Uniwersytetu Łódzkiego.
W okresie okupacji brała czynny udział w polskiej antyniemieckiej konspiracji w składzie Obwodu Śródmieście AK. W czasie powstania warszawskiego służyła pod pseudonimem Magda jako sanitariuszka batalionu Harnaś.
W okresie przedwojennym i w latach okupacji narzeczona Stanisława Olejnika ps. Stasiuk - żołnierza batalionu Wigry, zamordowanego przez Niemców, wraz z 430 innymi ciężko rannymi Polakami w powstaniu warszawskim 2 września w szpitalu polowym przy ulicy Długiej 7.
Pochowana na cmentarzu Bródnowskim (kwatera 25D-4-13).